# Natació als Jocs Olímpics d'estiu de 1896 - 100 metres lliures per a mariners
Els 100 metres lliures per a mariners fou una de les quatre proves del programa olímpic de natació dels Jocs Olímpics d'Atenes de 1896. La cursa sols sols estava oberta a mariners de l'Armada Reial Grega. Tres foren els nedadors que hi prengueren part, tot i que fins a onze complien el requisit. El vencedor fou Ioannis Malokinis el guanyador, amb un temps quasi un minut superior al realitzat en els 100 metres lliures.
La naturalesa excloent d'aquesta cursa és un fenomen poc freqüent als Jocs Olímpics, que en general inclouen només proves obertes a tots els competidors; Bill Mallon, al seu llibre sobre els Jocs de 1896, diu sobre aquesta prova que "la seva inclusió als registres Olímpics és dubtosa en el millor del cas". Amb tot, la competició és recollida a la base de dades dels medallistes olímpics del Comitè Olímpic Internacional, i no hi ha constància que Pierre de Coubertin, o qualsevol altra figura important dels inicis del moviment olímpic modern s'oposessin a la seva inclusió.

## Medallistes
| Or                      | Plata                   | Bronze                 |
| Ioannis Malokinis (GRE) | Spiridon Chasapis (GRE) | Dimitrios Drivas (GRE) |

## Resultats
| Posició | Nedador           | País   | Temps      |
| ------- | ----------------- | ------ | ---------- |
| Or      | Ioannis Malokinis | Grècia | 2'20,4"    |
| Argent  | Spiridon Chasapis | Grècia | desconegut |
| Bronze  | Dimitrios Drivas  | Grècia | desconegut |